# Bolszerieczje
Bolszerieczje – osiedle typu miejskiego w Rosji, w obwodzie omskim, 150 km na północny wschód od Omska. W 2009 liczyło 11 936 mieszkańców.